# Estación de Las Musas

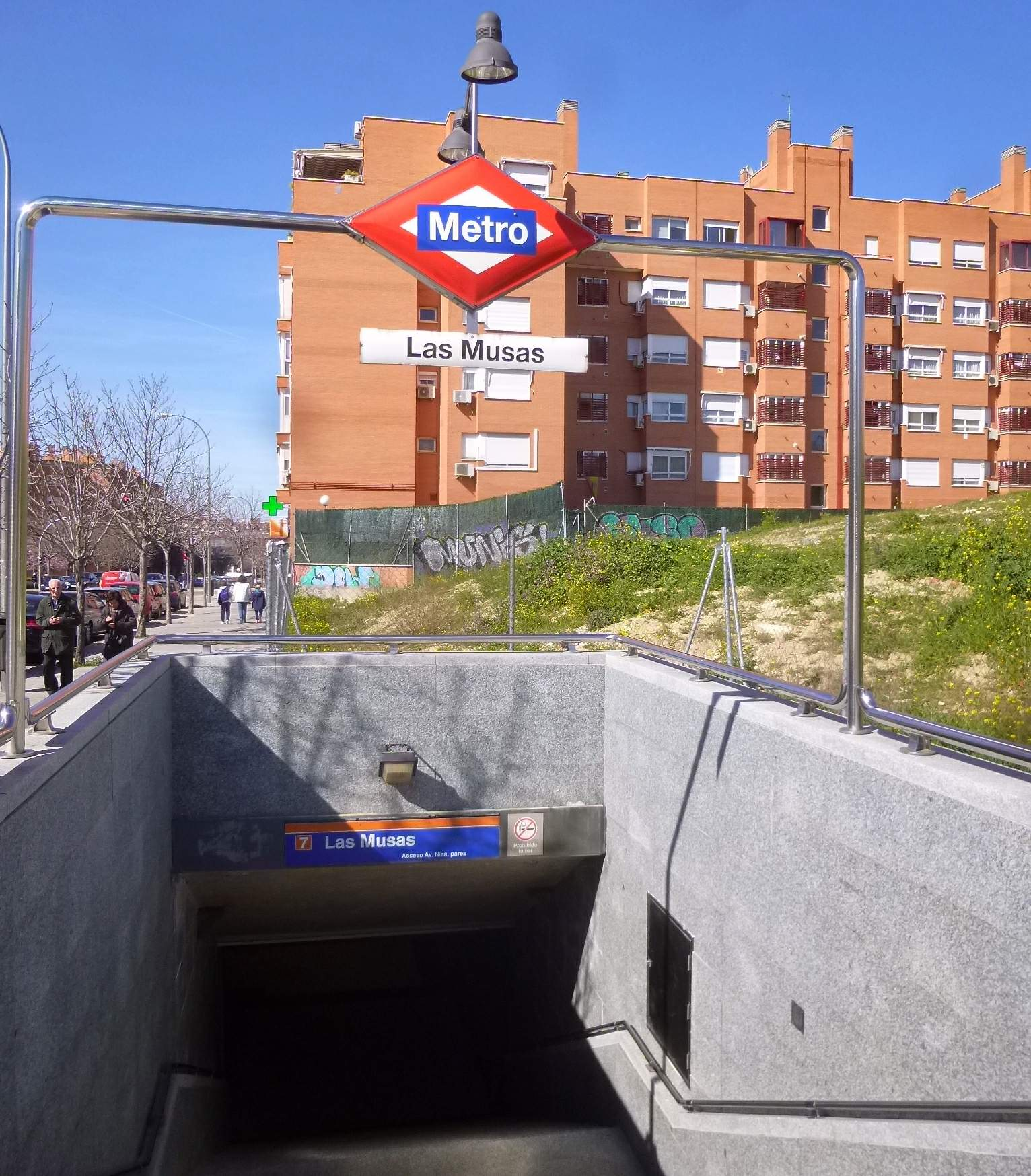
Acceso a la estación de Las Musas desde la Avenida de Niza

Las Musas es una estación de la línea 7 del Metro de Madrid situada bajo la intersección de la avenida de Niza y la travesía de Ronda, en el barrio de Rosas del distrito de San Blas-Canillejas de Madrid.
La estación cuenta con dos andenes de 115 metros para trenes de gálibo ancho de 6 coches. La electrificación corresponde a una catenaria rígida a 1500 Vcc. La estación tiene acceso a las cocheras de Canillejas, al igual que desde la estación de ese mismo nombre por parte de la línea 5.

## Historia
La estación fue inaugurada el 17 de julio de 1974 con el primer tramo de la línea que iba desde Pueblo Nuevo hasta esta estación, siendo cabecera de la línea. En ese momento el barrio no estaba completamente urbanizado, por lo que las bocas salían a un descampado. La estación fue cabecera de línea desde su inauguración hasta el 5 de mayo de 2007, cuando se abrió al público MetroEste.
En el verano del 2008 fue reformada en la zona de los andenes, quitándose el falso techo y el mármol morado de las paredes, para colocar vítrex de color azul. En diciembre de 2008 terminaron las reformas. El mármol y azulejos del vestíbulo, escaleras, distribuidor y pasillos se conserva hasta hoy.
Del 23 al 25 de octubre de 2023, la estación permaneció cerrada por el cierre del tramo García Noblejas-Estadio Metropolitano, cortado por obras urgentes. Se estableció un Servicio Especial de autobús gratuito entre ambas estaciones, sin parada en las estaciones intermedias.
Del 28 de noviembre al 1 de diciembre de 2024, la estación permaneció cerrada por el cierre del tramo García Noblejas-Estadio Metropolitano, cortado por obras de renovación de señalización ferroviaria. Se estableció un Servicio Especial de autobús gratuito entre ambas estaciones.

## Accesos
Vestíbulo Las Musas
- Av. Niza, impares Avda. Niza, 59 (esquina Trv. Ronda)
- Av. Niza, pares Avda. Niza, 32

## Líneas y conexiones

### Metro
| << cabecera                                                  | < estación            | línea | estación > | cabecera >> |
| ------------------------------------------------------------ | --------------------- | ----- | ---------- | ----------- |
| Hospital del Henares Cambio de tren en Estadio Metropolitano | Estadio Metropolitano |       | San Blas   | Pitis       |

### Autobuses
| Diurnos |                         |                                               |
| Línea   | Destino                 | Parada                                        |
| 38      | Las Rosas               | 3409 LAS ROSAS-METRO LAS MUSAS (Av. Niza)     |
| E2      | Avenida de Felipe II    | 3409 LAS ROSAS-METRO LAS MUSAS (Av. Niza)     |
| 38      | Plaza de Manuel Becerra | 4394 METRO LAS MUSAS (Av. Niza)               |
| 140     | Canillejas              | 4419 METRO LAS MUSAS (C/ María Sevilla Diago) |
| 140     | Pavones                 | 4420 METRO LAS MUSAS (C/ María Sevilla Diago) |